# Le Décidé

Le Décidé est un navire corsaire de type lougre qui fut désarmé le 15 nivôse an VIII (5 janvier 1800). Il fut construit à Saint-Servan en l'an VII.

## Caractéristiques
- Port de : 92 tonneaux
- Armement : 2 canons
- Tirant d'eau en charge : 5 pieds
- Tirant d'eau non chargé : 4 pieds
- Propriétaire : Citoyen Havard
- Armé à : Saint-Malo
- Sur commande de : Charles Guibaut

## Équipage

### État major
- Commandant : Charles Guilbaut, de Saint-Servan (Déporté de Miquelon)
- 2e capitaine : Jean Baptiste Battuv (Chef Trie a 72, 535  531)
- 1er lieutenant : François Rosse (Déporté de Miquelon)
- 2e lieutenant : Alexandre Gautier (Déporté de Miquelon)